# NGC 5734
NGC 5734 é uma galáxia lenticular (S0) localizada na direcção da constelação de Libra. Possui uma declinação de -20° 52' 13" e uma ascensão recta de 14 horas, 45 minutos e 09,1 segundos.
A galáxia NGC 5734 foi descoberta em 1886 por Frank Leavenworth.